# Кандауровка (Башкортостан)
Кандауровка — упраздненная в 1984 году деревня Разинского сельсовета Фёдоровского района БАССР.
Проживало в Новокандауровке 77 человек (на 1 января 1969 года), преимущественно русские. 

## История
До 1935 года Разинский сельсовет  относился к Стерлибашевскому району, а с января 1935 года, с образованием Федоровского района вошел в состав Федоровского района с д.д. Старо-Кандауровка, Ново-Кандауровка, и др.. 
На 1 июня 1952 года указаны деревни Старо-Кандауровка и Ново-Кандауровка, на 1 января 1969 года, 1 июля 1972 года указаны деревни Новокандауровка и Старокандауровка, на 1 сентября 1981 года — только Новокандауровка.
В соответствии с Указом Президиума ВС РСФСР от 01.02.1963г. в Башкирской АССР Федоровский район ликвидировали, и Разинский сельсовет в 1963 отошел в состав Мелеузовского района, а в марте 1964 года в состав Стерлибашевского района.
Указ Президиума ВС Башкирской АССР 27.07.1984 N 6-2/179 «Об исключении из учетных данных деревни Кандауровка Федоровского района» гласил:

Президиум Верховного Совета Башкирской АССР постановляет:
В связи с переселением жителей исключить из учетных данных административно-территориального устройства Башкирской АССР деревню Кандауровка Разинского сельсовета Федоровского района. 

## Географическое положение
Расстояние до Новокандауровки:
- районного центра (Фёдоровка): 30 км,
- центра сельсовета (Саитово): 5 км,
- ближайшей ж/д станции (Мелеуз): 30 км.